# Heterotis
Heterotis é um género botânico pertencente à família Melastomataceae.